# Božica Mujović
Božica Mujović (in serbo Божица Мујови?; Bijelo Polje, 7 gennaio 1996) è una cestista montenegrina.

## Carriera
Con il Montenegro ha disputato tre edizioni dei Campionati europei (2017, 2019, 2021).